# Locomotiva DFB HG 2/3
Le locomotive HG 2/3 sono delle locotender a vapore, a cremagliera, di rodiggio 0-2-1 a scartamento metrico, costruite dalla società SLM di Winterthur, in Svizzera, per la Ferrovia Briga-Visp-Zermatt, (Svizzera). 
Delle 8 unità costruite ne rimane una in ordine di marcia, la n.6 Weisshorn utilizzata dalla Dampfbahn Furka-Bergstrecke.

## Storia
Le locomotive, del tipo locotender, vennero costruite per l'esercizio sulla linea a cremagliera tra Visp e Zermatt. Vennero consegnate in due gruppi successivi realizzati rispettivamente nel periodo 1890 - 1893 e 1902 - 1908 con alcune piccole differenze e vennero battezzate assumendo ciascuna il nome proprio di una montagna.
In seguito all'elettrificazione della linea, nel 1929, vennero accantonate le cinque unità più antiche, mentre tre locomotive rimasero funzionanti come macchine di riserva fino alla fine degli anni trenta quando tutto il gruppo venne dismesso. La locomotiva 6 venne venduta ad un impianto chimico di Domat, (Ems-Chemie) per essere utilizzata come locomotiva di manovra. Nel 1961 venne spenta definitivamente e posta come monumento davanti a una scuola di Coira.
Nel 1988, in seguito al programma di rimessa in esercizio della linea dismessa della Furka (DFB), venne acquisita e resa funzionante dall'estate del 1989.

## Caratteristiche
Le locomotive HG 2/3 sono macchine compound atte al servizio sia ad aderenza naturale che a cremagliera di tipo Abt. Sono a vapore surriscaldato con pressione di esercizio in caldaia di 12 bar. La distribuzione è di tipo Walschaerts; raggiungono i 45 km/h di velocità e nella marcia ad aderenza artificiale a cremagliera la velocità massima è di 12 km/h . Le macchine dispongono di vari sistemi frenanti: ad aria compressa, a repressione, tipo Riggenbach e a mano con azionamento a vite.
| Le locomotive HG 2/3 della Visp-Zermatt-Bahn |             |                 |               |             |               |                                                               |
| N.di immatricol.                             | Nome        | Numero fabbrica | Anno costruz. | Anno modif. | Anno dismiss. | Note                                                          |
| 1                                            | Matterhorn  | 609             | 1890          | -           | 1929          |                                                               |
| 2                                            | Monte Rosa  | 610             | 1890          | 1913        | 1929          |                                                               |
| 3                                            | Mischabel   | 611             | 1890          | 1926        | 1929          |                                                               |
| 4                                            | Gornergrat  | 612             | 1890          | -           | 1929          |                                                               |
| 5                                            | Theodulpass | 796             | 1893          | 1916        | 1929          |                                                               |
| 6                                            | Weisshorn   | 1410            | 1902          | 1925        | 1941          | 1941 alla Ems-Chemie, 1961 alla città di Coira, 1988 alla DFB |
| 7                                            | Breithorn   | 1725            | 1906          | 1921        |               | 2001                                                          |
| 8                                            | Lyskamm     | 1947            | 1908          | 1915        | 1935          |                                                               |
|                                              |             |                 |               |             |               |                                                               |